# Эркан, Аднан
Аднан Эркан (тур. Adnan Erkan; родился 15 января 1968 года в Денизли) — турецкий футболист, вратарь. Известен по выступлениям за клуб «Анкарагюджю» в 1990-е годы. Участник чемпионата Европы 1996 в составе национальной сборной.

## Карьера

### Клубная
Свои первые шаги в футболе Эркан начал делать в команде «Денизлиспор» из своего родного города ещё в 1980-х. Первые полноценный сезон вратаря можно считать 1987/88, когда он отыграл 29 матчей в чемпионате Турции, однако «Денизлиспор» не смог тогда сохранить прописку в высшем дивизионе, финишировав на 17 месте. Тогда турецкий футболист перешёл в другой клуб — «Коньяспор». Здесь он на протяжении 5 сезонов являлся запасным игроком, проведя в первенстве страны всего 33 игры. Наиболее удачный этап карьеры Аднана пришёлся на выступления за команду «Анкарагюджю». В 1990-е турок был основным голкипером этой команды, но его коллектив всё время оканчивал сезоны во второй половине турнирной таблицы. В 2000 году Эркан вернулся в «Денизлиспор», сел на лавку запасных; за два сезона он участвовал в 4 встречах. В сезоне 2001/02 вместе с клубом занял 5 место в турецком чемпионате, но сам в составе команды на поле не выходил. Завершил карьеру футболиста в 2003 году, отыграв сезон за «Мерсин Идманюрду» из второго дивизиона страны.

### В сборной
В 1987 году Эркан участвовал в игре между молодёжными командами Турции и Югославии. 6 апреля 1988 году в рамках отбора на футбольный турнир летних Олимпийских игр принял участие во встрече со сборной СССР, где турки проиграли со счётом 0:2. С 1994 года вызывался в главную сборную. Свой единственный матч в составе национальной команды он провёл 9 апреля 1996 года, выйдя на замену после перерыва в товарищеской игре с Азербайджаном. В том же году был включён в заявку на чемпионат Европы по футболу, но на поле так и не выходил.